# .lc
.lc je vrhovna internetska domena (country code top-level domain - ccTLD) za Svetu Luciju. Domenom upravlja NIC.LC.

## Vanjske poveznice
- IANA .lc whois informacija  Arhivirana inačica izvorne stranice od 11. lipnja 2006. (Wayback Machine)